# Gefahr im Verzug (Film)
Gefahr im Verzug ist eine französische Literaturverfilmung von Michel Deville aus dem Jahr 1985.

## Handlung
David Aurphet wird von der Familie Tombsthay – Julia und ihrem deutlich älteren Ehemann Graham – als Gitarren-Lehrer der fast erwachsenen Tochter Viviane engagiert. Am selben Tag lernt David auch Julias neue Nachbarin Edwige kennen, eine eher kauzige junge Frau. Julia und Graham klären mit David die Details der zukünftigen Arbeit; wenig später kommt Julia bei David vorbei, da er in der Villa des Ehepaars seine Stimmgabel vergessen hat. Julia flirtet mit David, bricht den Flirt jedoch unvermittelt ab. Julia, David und Viviane kaufen am nächsten Tag für Viviane eine neue Gitarre; Julia und David verabreden sich für ein Treffen am Abend. Kurz darauf sieht David Edwige, die mit einer Spiegelreflexkamera auf der anderen Seite der Straße steht. Er lädt sie in ein Café ein, wo sie mit ihm über anzügliche Themen spricht. Am Abend treffen sich Julia und David und haben Sex. Er erzählt ihr vom Zusammentreffen mit Edwige und sie glaubt, dass Edwige über sie Bescheid weiß.
Nach der ersten Gitarrenstunde mit Viviane, die ihm unverhohlen mitteilt, mit vielen Männern zu schlafen, verbringt David den Nachmittag bei Edwige, die mit ihm flirtet, ihn jedoch schroff zurückweist. Sie behauptet, eine Affäre mit Julias Mann zu haben, was David schnell als Lüge entlarven kann.
Auf dem Heimweg wird David von einem Mann mit einer Eisenstange angegriffen; der Mann stiehlt Davids Brieftasche. David wird von einem ihm unbekannten Mann gerettet, der sich als Profikiller Daniel entpuppt. Daniel glaubt, dass der Angreifer eigentlich Davids Hand zertrümmern sollte, sodass er nicht mehr Gitarre spielen kann. David und Daniel unterhalten sich und Daniel gibt David seine Telefonnummer.
Wenig später zieht David planmäßig aus seiner kleinen Wohnung in eine verfallene Villa im Grünen um. Kurz darauf erhält er anonym eine Videokassette zugestellt, die ihn beim Sex mit Julia zeigt. Auch Julia hat diese Kassette erhalten; dass Graham hinter der Aufnahme und dem Angriff auf David stecken könnte, glaubt Julia jedoch nicht. David ist am Abend bei den Tombsthays eingeladen, wo es Anzeichen davon gibt, dass Graham von der Affäre erfahren haben könnte. Daniel rät David, sich von Julia fernzuhalten – er hat den Auftrag, Graham zu töten und einen kleinen Globus aus der Villa zu holen, in dem ein Mikrofilm versteckt ist. Da um Davids Haus immer wieder unbekannte Menschen auftauchen, überlässt Daniel David eine Pistole.
Entgegen Daniels Rat verabredet sich David mit Julia in ihrem Haus. Graham soll eigentlich auf Dienstreise sein, jedoch wurde sein Flug gestrichen. Er greift David mit einem Messer an und will ihn töten, da er mit seiner Frau fremdgegangen ist. Er gesteht auch, den Angreifer auf David angesetzt zu haben. David erschießt Graham. Julia hilft ihm, im Haus einen Überfall vorzutäuschen, und schenkt ihm den kleinen Globus. David vergräbt die Pistole und den Globus in seinem Garten.
Edwige ruft David an und zeigt ihm Fotos, die sie von Julia, Graham und ihm gemacht hat. Er erkennt, dass sie von der Affäre weiß. Daniel wiederum glaubt, dass Julia ihren Mann getötet hat und will den Globus von ihr erpressen, indem er Viviane entführt. Er bringt Viviane jedoch nach kurzer Zeit zu David und macht ihm deutlich, dass er denjenigen, der den Globus hat, töten müsse. David gibt zu, selbst den Globus zu haben. Er übergibt den Globus an Daniel, der ihn nach dem Willen seines Auftraggebers dennoch töten muss. David erschießt Daniel, der ihm vorher alle Details zu seinem Auftraggeber, zur Abholung des Geldes für den Auftrag und seinen anschließend geplanten Urlaub genannt hat. David erkennt, dass Daniels Revolvertrommel leer war; in seinem Mantel findet er zudem den Schlüssel für das Schließfach, in dem das Geld für den Auftrag hinterlegt wird, sowie eine Notiz, in der Daniel David viel Glück wünscht.
David begibt sich zu Edwige, die ihm ein Video des Mordabends zeigt, das sie gedreht hat. Es wird deutlich, dass Graham nach Davids Schuss noch gelebt hat und er letztlich von Julia ermordet wurde. Auch Julia, die die Stadt verlassen wird, übergibt ihm ein Video. In ihm trennt sie sich von David, gesteht den Mord und sagt, dass sie weggehen werde. David holt das Geld für den Auftrag ab, sprengt sein Haus mit Daniels Leiche darin in die Luft und fährt zu Viviane, die auf ihn gewartet hat. Gemeinsam begeben sie sich auf eine Reise.

## Synchronisation
| Rolle            | Darsteller         | Synchronsprecher      |
| ---------------- | ------------------ | --------------------- |
| David Aurphet    | Christophe Malavoy | Randolf Kronberg      |
| Edwige Ledieu    | Anémone            | Kathrin Ackermann     |
| Julia Tombsthay  | Nicole Garcia      | Helga Trümper         |
| Graham Tombsthay | Michel Piccoli     | Gert Günther Hoffmann |

## Hintergrund

### Produktion
Gefahr im Verzug basiert auf dem Roman Himmlische Tage und tödliche Affären von René Belletto. Die Kostüme schuf Cécile Balme, die Filmbauten stammen von Philippe Combastel und Dominique Maleret. Gedreht wurde unter anderem in Versailles; bei der Villa der Familie Tombsthay handelt es sich um die Villa Les Fauvettes in Ville d’Avray, in der Boris Vian aufwuchs.

### Veröffentlichung
Gefahr im Verzug erlebte im Februar 1985 auf der Berlinale seine Premiere. Der Film lief ab dem 13. Februar 1985 in den französischen Kinos und kam am 22. August 1985 in die bundesdeutschen Kinos. Am 31. Juli 1987 erfolgte der Kinostart in der DDR. Das ZDF zeigte den Film am 11. Januar 1989 zum ersten Mal im bundesdeutschen Fernsehen. Drei Tage später folgte beim DFF 2 die Erstausstrahlung im Fernsehen der DDR.

## Rezeption

### Zuschauerzahlen
In Frankreich verzeichnete der Film insgesamt 1.648.467 Kinozuschauer, in Westdeutschland 267.252.

### Auszeichnungen
Gefahr im Verzug lief auf der Berlinale 1985 im Wettbewerb um den Goldenen Bären. Das Syndicat Français de la Critique de Cinéma et des Films de Télévision zeichnete den Film 1986 mit dem Kritikerpreis als bester Film aus. Beim César 1986 gewann Gefahr im Verzug in den Kategorien Beste Regie und Bester Schnitt. Er erhielt zudem César-Nominierungen in den Kategorien Bester Film, Beste Hauptdarstellerin (Nicole Garcia), Beste Nebendarstellerin (Anémone), Bestes Drehbuch, Bestes Szenenbild (Philippe Combastel) und Bestes Filmplakat (Benjamin Baltimore).